# 3-й гвардейский авиационный корпус дальнего действия
3-й гвардейский авиационный Сталинградский корпус авиации дальнего действия (3-й гв. бак дд) —соединение дальней бомбардировочной авиации Военно-Воздушных сил (ВВС) Вооруженных Сил РККА, принимавшее участие в боевых действиях Великой Отечественной войны.

## Наименования корпуса
- 3-й гвардейский авиационный корпус дальнего действия;
- 3-й гвардейский авиационный Сталинградский корпус дальнего действия.

## Создание корпуса
Корпус создан 20 мая 1943 года во исполнение Постановления Государственного Комитета Обороны № ГКО-3275сс от 30 апреля 1943 года

1. Сократить авиадивизии 90-самолетного состава, имеющиеся в авиации ДД, до 60-самолетного состава и сформировать из них авиационные корпуса ДД, по 2 авиадивизии в каждом корпусе.…
3. Авиакорпусам ДД, формирующимся из гвардейских авиадивизий — присвоить звание гвардейских авиакорпусов ДД.…
4. Сформировать к 1 июня 1943 года: 3 гвардейский авиакорпус ДД (на самолетах ИЛ-4)…
6. Назначить: Командиром 3 гвардейского авиакорпуса ДД — генерал-майор авиации тов. Волкова…"— Постановление ГКО № ГКО-3275сс от 30 апреля 1943 года

## Преобразование корпуса
3-й гвардейский авиационный Сталинградский корпус дальнего действия 23 декабря 1944 года расформирован в соответствии с Постановлением ГКО СССР от 6 декабря 1944 года. Дивизии корпуса переданы в состав 2-го гвардейского авиационного корпуса дальнего действия.

## В действующей армии
В составе действующей армии:
- с 20 мая 1943 года по 23 декабря 1944 года[3], всего 585 дней

## Командир корпуса
- генерал-майор авиации Волков Николай Андреевич[4]. Период нахождения в должности: с 20 мая 1943 года по 19 августа 1944 года
- генерал-лейтенант авиации Волков Николай Андреевич[4]. Период нахождения в должности: с 19 августа 1944 года по 23 декабря 1944 года

## В составе объединений

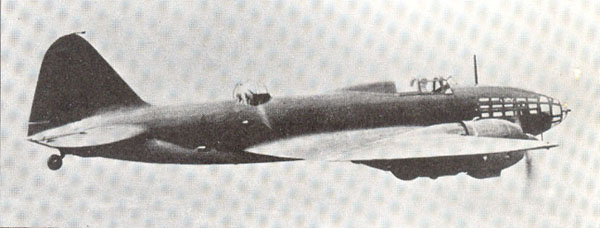
Самолет корпуса Ил-4

| Объединение               | Период                  |
| ------------------------- | ----------------------- |
| авиация дальнего действия | 20.05.1943 — 23.12.1944 |

## Соединения, части и отдельные подразделения корпуса
- 3-я гвардейская авиационная Днепропетровская дивизия дальнего действия
  - 10-й гвардейский авиационный Сталинградский Краснознаменный полк дальнего действия (Ил-4)
  - 20-й гвардейский авиационный Севастопольский полк дальнего действия (Ил-4)
  - 332-й авиационный полк дальнего действия (Ер-2)
- 7-я гвардейская авиационная Севастопольская дивизия дальнего действия
  - 9-й гвардейский авиационный Полтавский Краснознаменный полк дальнего действия (Ил-4)
  - 21-й гвардейский авиационный Кировоградский Краснознаменный полк дальнего действия (Ил-4, В-25)
  - 328-й авиационный полк дальнего действия (Ер-2)

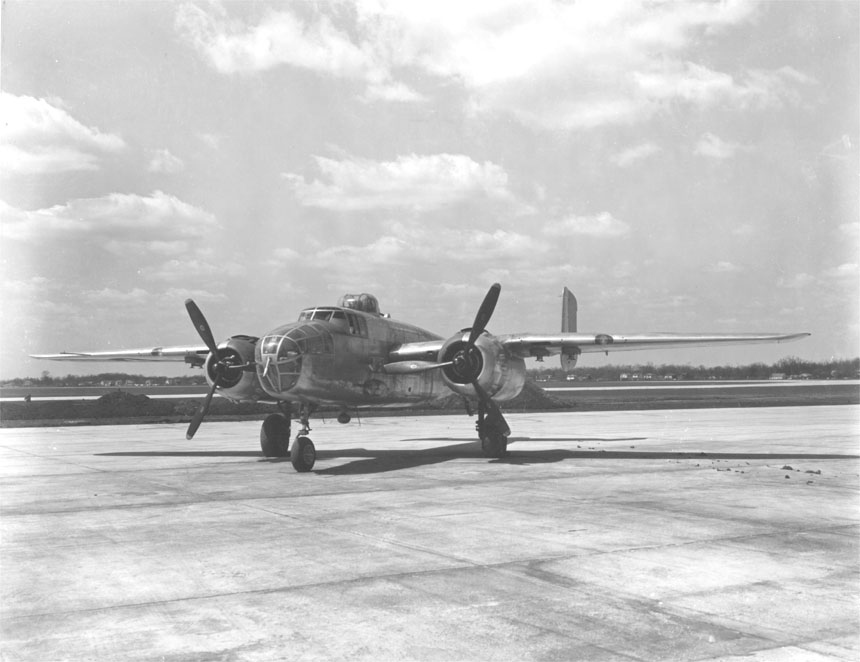
Самолет B-25

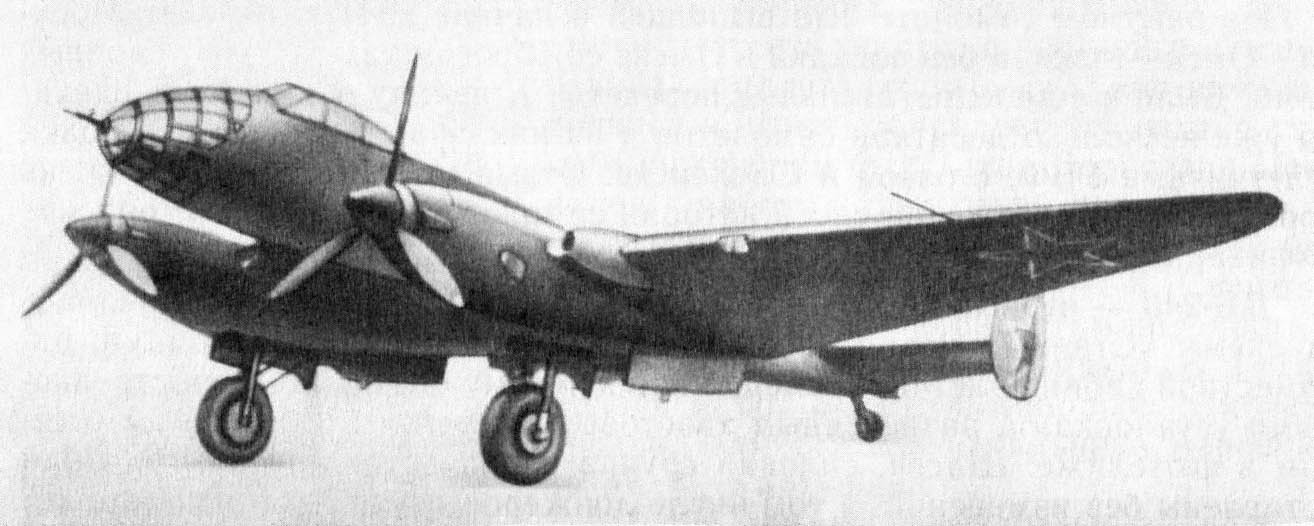
Самолет Ер-2, состоящий на вооружении 328-го и 332-го ап дд

## Участие в операциях и битвах
- Белгородско-Харьковская операция[4] — с 3 августа 1943 года по 23 августа 1943 года.
- Орловская операция «Кутузов»[4] — с 12 июля 1943 года по 18 августа 1943 года.
- Днепропетровская операция — с 23 октября 1943 года по 5 ноября 1943 года.
- Ленинградско-Новгородская операция[4] — 14 января 1944 года по 1 марта 1944 года.
- Крымская операция[4] — с 8 апреля 1944 года по 12 мая 1944 года.
- Минская операция[4] — с 29 июня 1944 года по 4 июля 1944 года.
- Люблин-Брестская операция[4] — с 18 июля 1944 года по 2 августа 1944 года.
- Будапештская операция[4] — с 29 октября 1944 года по 13 февраля 1945 года.
- Воздушная операция против Финляндии — с 6 февраля 1944 года по 27 февраля 1944 года.
- Львовско-Сандомирская операция — с 13 июля 1944 года по 29 августа 1944 года.

## Почетные наименования
- 3-му гвардейскому авиационному корпусу дальнего действия присвоено почетное наименование «Сталинградский»[5]
- 3-й гвардейской авиационной дивизии дальнего действия 17 ноября 1943 года за отличия в боях при овладении  областным центром Украины городом Днепропетровск и городом Днепродзержинск (Каменское) — важнейшими промышленными центрами юга страны и крупными узлами обороны немцев в излучине реки Днепр присвоено почётное наименование «Днепропетровская»[6].
- 7-й гвардейской авиационной дивизии дальнего действия 27 мая 1944 года присвоено почетное наименование «Севастопольская»[5].
- 9-му гвардейскому авиационному полку дальнего действия 27 мая 1944 года присвоено почетное наименование «Полтавский»[5].
- 10-му гвардейскому Краснознамённому авиационному полку дальнего действия 27 мая 1944 года присвоено почетное наименование «Сталинградский»[5].
- 20-му гвардейскому авиационному полку дальнего действия 27 мая 1944 года присвоено почетное наименование «Севастопольский»[5].
- 21-му гвардейскому авиационному полку дальнего действия 27 мая 1944 года присвоено почетное наименование «Кировоградский»[5].

## Награды
- 9-й гвардейский авиационный полк дальнего действия Указом Президиума Верховного Совета СССР награждён орденом «Боевого Красного Знамени».
- 10-й гвардейский авиационный полк дальнего действия за мужество и отвагу, проявленные личным составом в борьбе с немецко-фашистскими захватчиками, Указом Президиума Верховного Совета СССР от 18 сентября 1943 года награждён орденом «Боевого Красного Знамени»[7].
- 21-й гвардейский авиационный полк дальнего действия Указом Президиума Верховного Совета СССР награждён орденом «Боевого Красного Знамени».

## Благодарности Верховного Главного Командования
- За отличие в боях при овладении штурмом крепостью и важнейшей военно-морской базой на Чёрном море городом Севастополь[8].
- За прорыв обороны немцев на бобруйском направлении, юго-западнее города Жлобин и севернее города Рогачев[9].
- За отличие в боях при овладении столицей Советской Белоруссии городом Минск — важнейшим стратегическим узлом обороны немцев на западном направлении[10].
- За отличие в боях при овладении областным центром Белоруссии городом и крепостью Брест (Брест-Литовск) — оперативно важным железнодорожным узлом и мощным укрепленным районом обороны немцев на варшавском направлении[11].